# Viña Rock

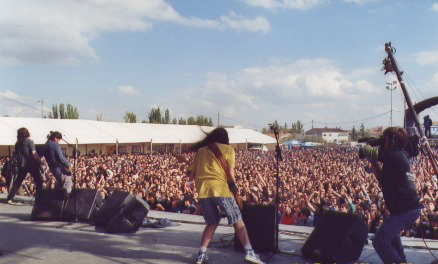
Concert del grup Barricada a l'edició de l'any 2001.

El Festival d'Arte Nativo Viña Rock és un festival musical espanyol organitzat anualment el cap de setmana previ a l'1 de maig. Des del seu inici, l'any 1996, s'ha celebrat a la ciutat manxega de Villarrobledo, en 17 edicions consecutives. En l'edició de 2007 l'empresa que organitzava el festival va decidir traslladar-lo a Benicàssim, a la Plana Alta, però l'Audiència Provincial de València va concedir a l'Ajuntament de Villarrobledo la titularitat de la marca 'Viña Rock'. En l'edició de 2008 es va celebrar com a Viña Rock a Villarrobledo, organitzat pel seu ajuntament, i com El Viña a Paiporta (Horta Oest), organitzat per una empresa privada anomenada Matarile.
És un dels festivals més importants d'Espanya, juntament amb el Primavera Sound a Barcelona, el FIB Benicasim, Mad Cool Madrid o BBK Live Bilbao.

## Història
Viña Rock té els seus orígens en el Festival Nacional de Música Apocalíptica celebrat l'any 1996 al Campo Municipal de Deportes Nuestra Señora de la Claridad, on varen participar destacats artistes del moment com Platero y Tú, Extremoduro, Los Planetas, Los Enemigos i Australian Blonde. Aquell mateix any, es reuneixen a l'ajuntament de Villarrobledo un grup de joves per tal d'organitzar en la localitat un festival de música d'art-natiu. El nom del festival, Viña Rock, respon a la gran quantitat de vinyes característiques de la localitat.

### Primeres edicions
Al llarg de les seves tres primeres edicions, el festival es va perfilant cap a una combinació entre els estils musicals del rock, el reggae i el hip-hop. És en aquest moment quan es decideix consolidar el nom de manera definitiva i establir una durada fixa del festival: tres dies. Ja en aquestes primeres edicions hi participen artistes de renom com Estopa, La Mala Rodríguez o Rosendo.
L'any 1999 s'hi introdueixen per primera vegada grups llatinoamericans com A.N.I.M.A.L, Sepultura o Molotov, que reben una bona acceptació i afegeixen un nou gènere musical al festival.

### La polèmica de 2006
La novena edició del festival, celebrada l'any 2006, aconsegueix reunir més de 86.000 persones, segons les xifres de l'organització. Aquest any, però, quatre empreses retiren la seva subvenció a causa de la polèmica presència del grup basc Soziedad Alkoholika, acusat d'apologia del terrorisme. La retirada de patrocinis va arribar després que la plataforma nacionalista espanyola España y Libertad entregués cartes a directius de Coca-Cola, Ron Barceló, Caja Castilla-La Mancha (CCM) i el diari La Verdad.

### 2007: trasllat a Benicàssim
L'any 2007 l‘organització decideix traslladar el festival a la localitat de Benicàssim (on també se celebrava el FIB) al·legant la necessitat de millora de les instal·lacions degut al progressiu creixement d'assistents. El canvi, però, és molt criticat per l'Ajuntament de Villarrobledo, que demanda la productora per un presumpte incompliment contractual que lligava la realització de l'esdeveniment amb la localitat fins a l'any 2016. Finalment, Viña Rock torna a Villarrobledo i l'edició del 2008 se celebra normalment al llarg de la primera setmana de maig, com és habitual, i reuneix a unes 70.000 persones.

### Del 2009 en endavant
L'any 2009 disminueixen els grups dedicats estrictament al rock i el protagonisme del festival recau sobre el gènere del hip-hop, quedant el festival amb 25 grups de hip-hop i només 11 de rock. Així mateix, es decideix eliminar l'escenari dedicat al genere musical "metal", acció que els assistents reben amb desaprovació.
L'any 2010, i amb la celebració del quinzè aniversari, s'introdueixen tres escenaris nous: el Viña Beat (de música electrònica), un de música chill out i el Viña Clon (per a rememorar a grans grups consolidats dins el festival). A més, s'incorporen noves cares dins el cartell com ara La Pulquería o Los Fabulosos Cadillacs, que es combinen amb artistes clàssics del festival com ho són Violadores del Verso, Soziedad Alkoholika, Berri Txarrak, Def con Dos o Molotov. Tot i la crisi, l'edició del 2010 tanca amb una assistència sorprenent: gairebé 60.000 persones segons els organitzadors. Xifres a les quals cal sumar 25.000 tendes de campanya, 300 periodistes acreditats, 15.000 vehicles i més de 120 grups que, segons l'alcalde de Villarrobledo, Pedro Antonio Ruiz, confirma al Viña Rock com el millor festival del país.
L'any 2012 el festival convida a 80 grups que es reparteixen en 5 escenaris diferents. Entre aquests destaquen especialment La Pegatina, Boikot, La Raíz, Obrint Pas, Iratxo, Mala Reputación, Kaotiko o Boikot entre d'altres. Aquest any, però, els escenaris destinats a la música electrònica i al chill out desapareixen i els concerts es realitzen a l'escenari Babilonia.
L'any 2013 (dies 3, 4 i 5 de maig) el nombre de grups convidats es redueix a 70 i es realitza per primer cop el Viña Comedy, un festival d'humor en mans de tres còmics de Paramount Comedy que és acollit amb èxit. Com a dada destacable cal remarcar l'actuació del grup madrileny Ska-p, que assisteix al festival després de sis anys i presenta el seu nou disc.
L'edició del 2014 (dies 1, 2 i 3 de Maig) suposa el rècord d'assistència del festival, amb més de 200.000 assistents segons fonts oficials. S'introdueix com a novetat el Viña Grow, la primera fira cannàbica del festival.
L'any 2015, el festival celebra el seu vintè aniversari prolongant dos dies la durada de les actuacions i oferint concerts de convidats especials com ara Manu Chao, Trashtucada o La Pegatina, així com els habituals Boikot, La Raíz, Los Chikos del Maíz, La Gossa Sorda, Fyahbwoy, Natos y Waor, Morodo, Non Servium i molts d'altres que varen aconseguir congregar altra vegada 200.000 persones, com en la passada edició.
L'edició del 2016 del festival es va celebrar del 28 fins al 30 d'abril i va comptar artistes com Talco, Zoo, Nach, Non Servium o Green Valley, a més de molts altres que encara no han estat confirmats. Avui en dia, Viña Rock configura el festival d'art-natiu més gran d'Europa i constitueix un referent internacional per a altres concerts similars celebrats arreu.
L'any 2023 s'ha celebrat la seva 26 edició amb una assistència de 240.000 persones